# Zéramdine
Zéramdine (in arabo زرمدين‎?) è una città della Tunisia.
Fa parte del governatorato di Monastir ed è capoluogo della delegazione omonima, che conta 25 947 abitanti. La città conta 15 969 abitanti.
La municipalità, oltre la città stessa, comprende i villaggi di Mezaougha, Menzel Hayet e Melichet. Durante l'epoca romana il nome della città era Avidus Vicus.
Posta al centro del grande oliveto del Sahel, ospita anche industrie nel ramo tessile e dei laterizi.